# Riskneutral värdering
Riskneutral värdering är en metodik för att värdera finansiella derivat. Värderingsmodellen utformas som om världen skulle vara riskneutral, även om detta inte är fallet. Värderingen av ett derivat i den riskneutrala världen och en riskavert värld ger nämligen teoretiskt sätt samma resultat.  Detta gör att riskpremiens storlek inte behöver uppskattas och därmed minskar osäkerheten i värderingen. Den riskneutrala värderingen är det som används av en trader vid hedging, men vid prissättning av derivat finns det flera ytterligare komponeneter, såsom vinstmarginal och termer som uppkommer genom kredit- och finansieringsrisk.

## Diskonteringsränta
Banker använder olika diskonteringsräntor för den riskneutrala värderingen av derivat, beroende på vilka förutsättningarna är för affären.

### Utan säkerhet
Om affären genomförs utan säkerhet används antingen LIBOR eller OIS-ränta, antingen i en standardvaluta för hela portföljen, eller i lokal valuta för varje affär. För att få en konsekvent värdering av en hel portfölj, måste cross currency-räntor användas, snarare än envaluteräntor.

### Med säkerhet (CSA-avtal)
För en fullt kollateraliserad motpart är den mottagna räntan för utestående kollateral som bör användas för diskontering. Valet av diskonteringsränta beror alltså på villkoren i CSA-avtalet. I det enklaste fallet kan kollateralräntan endast utbetalas i en enda valuta, och i så fall är vanligen denna valutas OIS-ränta det riktiga valet.

### Med centraliserad clearing (CCP)
Vid handel via en CCP är det clearinghusets interna modeller som avgör diskonteringsräntan. För swappar genom LCH Clearnet är det exempelvis en envalute-OIS.